# Notorious (Joan Jett)
Notorious è l'ottavo album di Joan Jett, pubblicato nel 1991 per l'etichetta discografica Blackheart Records.

## Tracce
1. Backlash (Jett, Westerberg) 3:29
2. Ashes in the Wind (Jett, Child) 4:21
3. The Only Good Thing (You Ever Said Was Goodbye) (Jett, Child, Warren) 4:27
4. Lie to Me (Jett, Child, Laguna) 4:30
5. Don't Surrender (Jett, Child) 4:10
6. Goodbye (Jett, Child) 4:00
7. Machismo (Jett, Laguna) 4:13
8. Treadin' Water (Jett, Byrd, McCurry, Supa, Laguna) 3:38
9. I Want You (Jett, Cordell, Laguna)	3:03
10. Wait for Me (Jett) 5:10 (The Runaways Cover)

### Bonus Track (Giappone, Germania)
- 11. Misunderstood (Jett, Price, Laguna)

## Formazione
- Joan Jett - voce, chitarra
- Ricky Byrd - chitarra
- Phil Feit - basso
- Thommy Price - batteria

### Altri musicisti
- Uptown Horns - fiati
- Manny Caiati - basso
- Paul Westerberg - voce
- The Federal Strings